# Ani Lorak

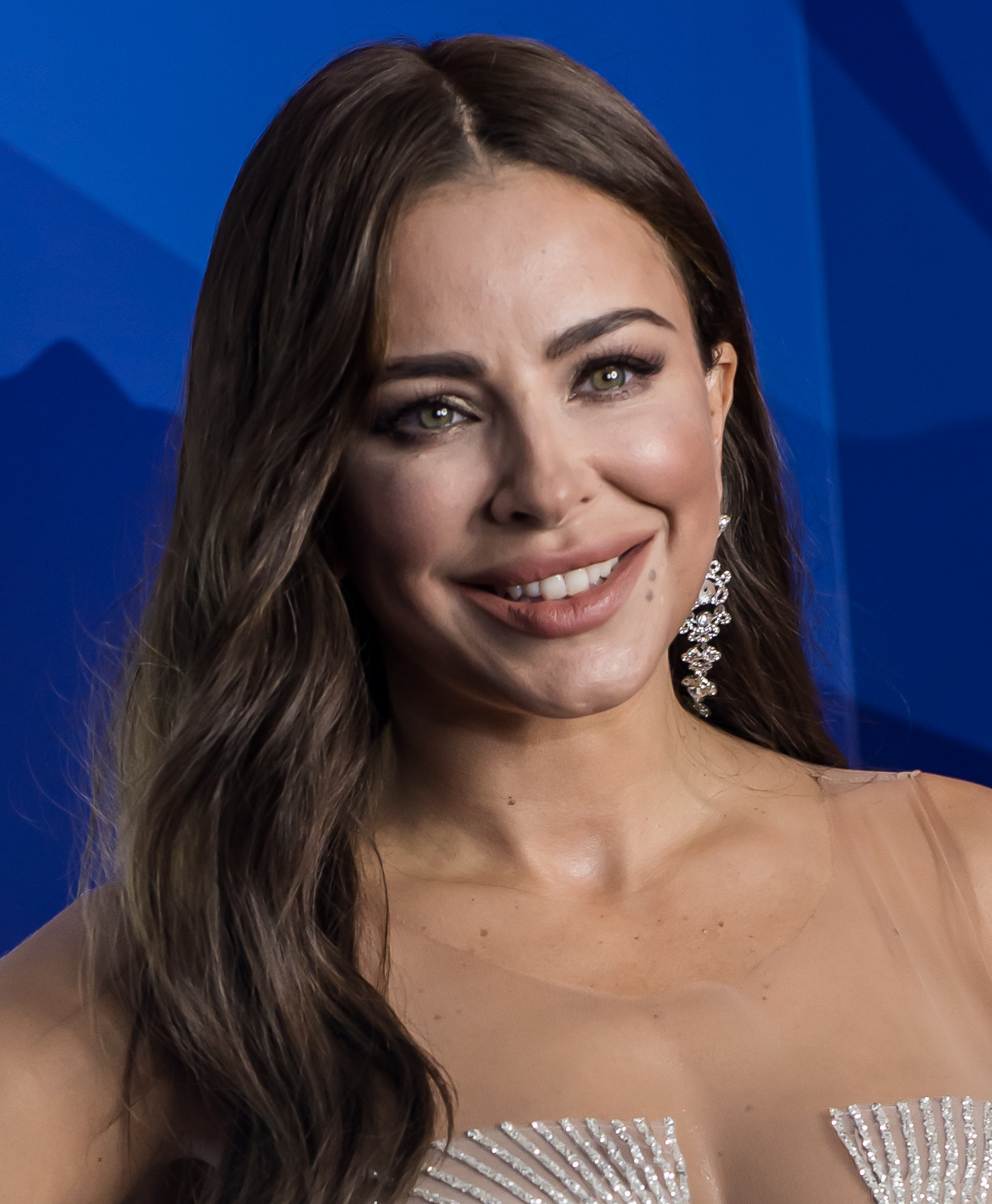
Ani Lorak (2021)

Ani Lorak (ukrainisch Ані Лорак, russisch Ани Лорак; * 27. September 1978 in Kizman, Ukrainische SSR; eigentlich Karolina Myroslawiwna Kujek / Кароліна Мирославівна Куєк, russisch Каролина Мирославовна Куек) ist eine ukrainischstämmige Sängerin. Sie vertrat ihr Heimatland beim Eurovision Song Contest 2008 in Belgrad und erreichte hierbei den zweiten Platz hinter Dima Bilan.

## Biografie
Ani Lorak wurde 1978 als Karolina Myroslawiwna Kujek in der Stadt Kizman in der Oblast Tscherniwzi, geboren. Ihr Vater arbeitete als Journalist bei der dortigen Kizmaner Zeitung und hatte eine Ausbildung zum Chordirigenten und ein Philologie-Studium an der Universität Tscherniwzi absolviert. Loraks Mutter hatte die Hochschule für Kultur besucht und arbeitete als Radiosprecherin. Ihre Eltern ließen sich scheiden, als Lorak noch ein Kind war. Sie wuchs mit drei älteren Brüdern auf. Der Älteste starb 1987 in Afghanistan.
Lorak wusste bereits im Alter von 4 Jahren, dass sie Sängerin werden wollte. Als Kind nahm sie an vielen Schulwettbewerben teil. 1992 nahm sie an dem beliebten Festival Perwozwit (dt. ‘Schlüsselblume’) in Tscherniwzi teil und gewann den Wettbewerb. Dort lernte sie auch den Produzenten Jurij Faljossa (Юрій Фальоса) kennen und unterzeichnete ihren ersten Vertrag, zu diesem Zeitpunkt noch unter dem Namen Karolina.
Unter dem Künstlernamen Ani Lorak wurde die Sängerin im März 1995 bekannt. Damals nahm sie an einem Wettbewerb des russischen Fernsehens „Утренняя звезда-95“ (dt. ‘Morgenstern’) teil. In Moskau gab es bereits eine Sängerin, die sich Karolina nannte. Der Künstlername Ani Lorak entstand als rückwärts gelesene Variante ihres Vornamens (Ananym).
2008 feierte Lorak ihr fünfzehnjähriges Bühnenjubiläum. Sie zählt zu den beliebtesten Sängerinnen in der Ukraine, und in ihrer bisherigen Karriere errang sie mehrere Preise. Ebenfalls im Jahr 2008 wurde sie vom ukrainischen Fernsehen als offizielle Kandidatin für den 53. Eurovision Song Contest (ESC) in Belgrad ausgewählt. Ihr Titel Shady Lady wurde vom ukrainischen Fernsehpublikum unter vier weiteren Songs bestimmt und belegte im ESC-Finale hinter dem Russen Dima Bilan den zweiten Platz. Für Lorak war es die erste Teilnahme am ESC. 2004 hatte sie sich in einer internen Ausscheidung der späteren Siegerin Ruslana geschlagen geben müssen. 2005 wurde ihr die Gruppe Greenjolly vorgezogen, die beim ESC in Kiew auf dem 20. Platz landete.
Neben ihrer erfolgreichen Gesangskarriere arbeitete sie auch als Schauspielerin und engagiert sich für AIDS-kranke Menschen, vor allem für HIV-positive Kinder.
Mit der Unterstützung von Ani Lorak wurden zwei Kinderbücher veröffentlicht, „Як стати зіркою“ (dt. ‘Wie werde ich ein Star’) und „Як стати принцесою“ (dt. ‘Wie werde ich Prinzessin’).

## Haltung zum Krieg in der Ukraine
Ani Lorak gilt als Künstlerin, die sich mit der russischen Regierung arrangiert hat. Sie lebte lange Zeit in Russland. Bereits im November 2014 wurde ein Konzert der Sängerin wegen ihrer angeblich prorussischen Position im Kiewer Palast Ukrajina von brutalen Schlägern verhindert. Die Zuschauer und Musiker wurden vertrieben. Schüsse waren zu hören. Ani Lorak lebt seither in Russland.
Ani Lorak veröffentlichte im Februar 2022 auf Instagram ein Statement, in dem sie den russischen Überfall auf die Ukraine korrekterweise als Krieg bezeichnete und eindringlich bat, diesen zu beenden. Sie unterließ es jedoch, Putin oder die Verantwortung Russlands für den Überfall zu benennen. Im März 2022 wurde ihr Name aus diesem Grund aus der Reihe der Stars in der Alley of Stars in Tscherniwzi entfernt; ihre Vermögenswerte in der Ukraine wurden eingefroren, sie selbst mit Einreiseverbot belegt.
Im September 2022 stellte Ani Lorak sich selbst auf ihrer Webseite als unpolitische Person dar, die ihre Heimat Ukraine liebt, und bat darum, ihre unpolitische Haltung zu respektieren.
Im Jahre 2025 beantragte die Sängerin die russische Staatsbürgerschaft, die ihr zum 19. Juni 2025 verliehen wurde.

## Diskografie

### Alben
- 1996: Хочу Летать
- 1998: Я Вернусь
- 2001: Там, Де Ти Є
- 2004: Ані Лорак
- 2005: Smile
- 2006: Розкажи...
- 2007: 15
- 2009: Солнце
- 2013: Зажигай Сердце
- 2016: Разве Ты Любил...
- 2019: За Мечтой
- 2021: Я Жива
- 2023: Остров

### Kompilationen
- 2000: www.anilorak.com
- 2010: The Best

### Remix-Alben
- 2003: Мрій Про Мене

### Live-Alben
- 2020: Diva

### Singles (Auswahl)
- 2008: Shady Lady
- 2009: Солнце
- 2013: Оранжевые Сны
- 2014: Зови меня (mit Emin)
- 2016: Я не могу сказать (mit Emin)
- 2017: Сопрано (mit Mot)
- 2017: Удержи мое сердце
- 2017: Новый бывший
- 2017: Проститься (mit Emin)
- 2017: Сбежим в Баку (mit Emin & Valeriya)
- 2020: Ухожу (mit Misha Marvin)
- 2021: Не отпускай (mit Sergey Lazarev)
- 2021: Наполовину
- 2022: Материк (mit Artem Kacher)